# Mariano De Nicolò
Mariano De Nicolò (ur. 22 stycznia 1932 w Cattolica, zm. 11 kwietnia 2020) – włoski duchowny rzymskokatolicki, w latach 1989–2007 biskup Rimini.

## Życiorys
Święcenia kapłańskie przyjął 9 kwietnia 1955. 8 lipca 1989 został mianowany biskupem dwóch diecezji - Rimini i San Marino-Montefeltro. Sakrę biskupią otrzymał 23 września 1989. 25 maja 1995 zrezygnował z urzędu biskupa sanmaryńskiego. 3 lipca 2007 przeszedł na emeryturę.